# ラーヴェンスベルク伯領

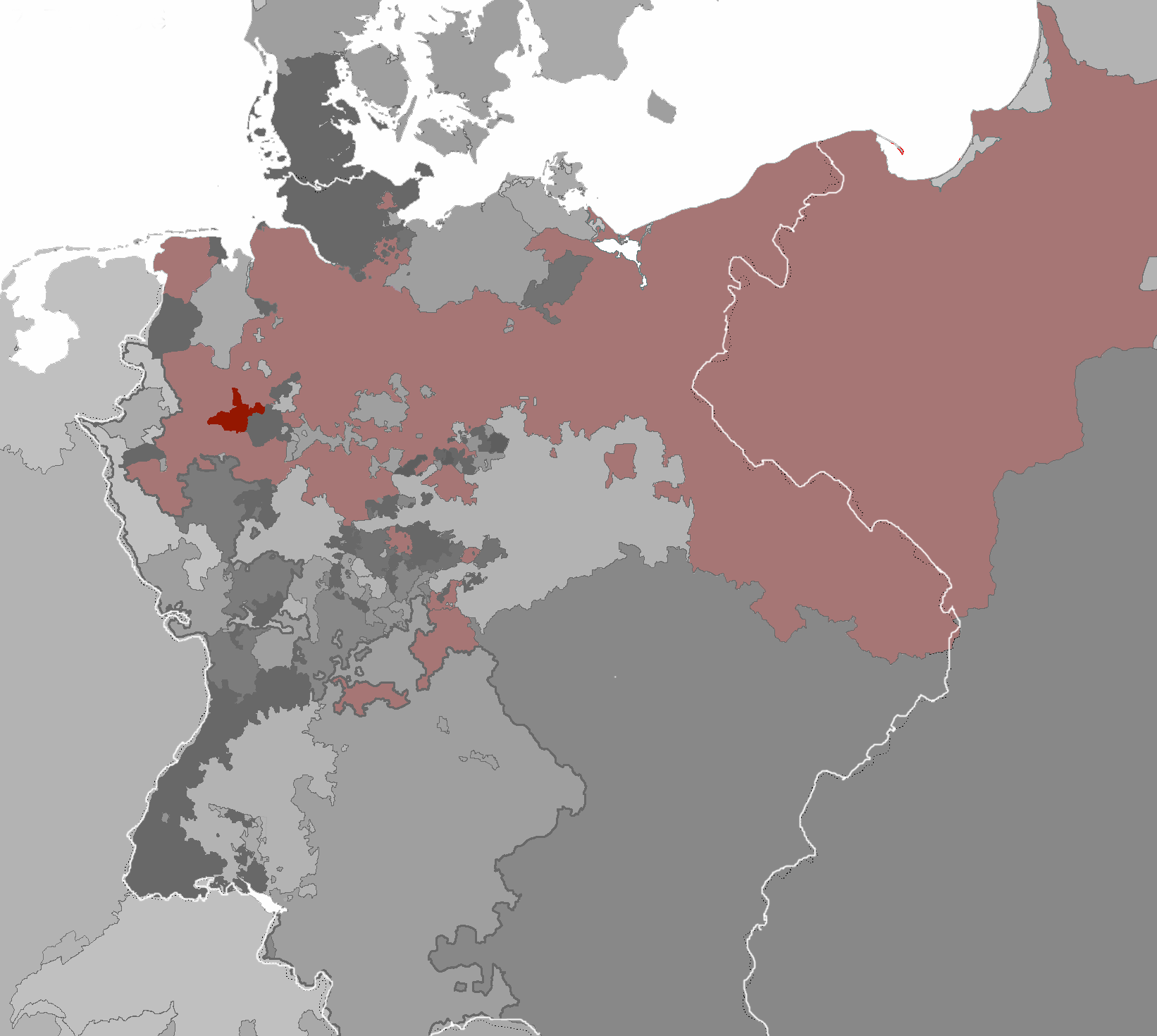
1806年のラーヴェンスベルク伯の領域（濃い赤色部分）

ラーヴェンスベルク伯領 (ドイツ語:  Grafschaft Ravensberg、[ˈraːv̩nsbɛrk]) は神聖ローマ帝国の領邦で、12世紀に初めて記録されている。この領邦はニーダーライン＝ヴェストファーレン帝国クライスの東部に位置し、ビーレフェルト市を主邑としていた。12世紀に成立し、1346年からベルク公領、1437年からユーリヒ＝ベルク公領、1511年からはさらにクレーヴェ公領と連合を形成した。1614年以降はブランデンブルク＝プロイセンに属し、1719年からミンデン侯領とともにミンデン＝ラーヴェンスベルクとして統合された。1807年、この領邦は新たなヴェストファーレン王国領となり、1810年には一部がフランス領となった。

## 位置と領域

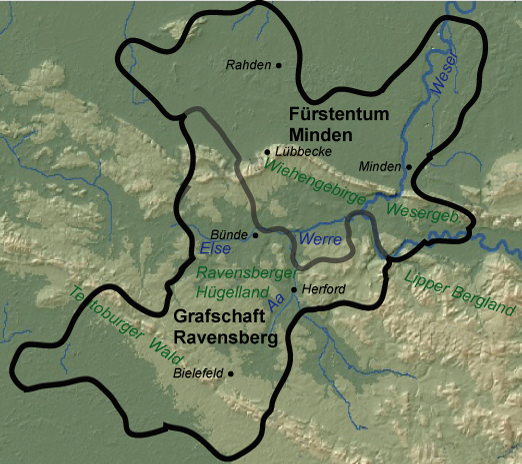
1806年当時のラーヴェンスベルク伯領とミンデン侯領の領域と地形図

### 地理
ラーヴェンスベルク伯領は、ウンター・ヴェーザーベルクラントの山並みによって4つの部分に分割される。北部のプロイシシュ・オルデンドルフはヴィーエン山地を越えて北ドイツ低地に至る。トイトブルクの森の南部、ハレおよびブラックヴェーデ周辺はヴェストファーレン盆地のラーヴェンスベルク地域を含む。フロートーおよびバート・エーンハウゼン周辺の東部地域はリッペ山地の支脈を越えヴェーザー川沿いに達する。ミンデン侯領との不規則な境界もこの周辺にあり、ラーヴェンスベルクへのヘルフォルト併合前は飛び地を形成していた。上述の山地の間、ビーレフェルト、ヘルフォルト、ビュンデ周辺の中核部分はラーヴェンスベルク盆地に位置している。この盆地の名称は当伯領にちなんで後に名付けられたものである。この他、この領邦の大部分は現在ラーヴェンスベルク地方と呼ばれる地域に存在していた。

### 隣接する領邦
1806年7月時点で、本領邦は、東はリッペ侯領、南はレーダ家（ベントハイム＝テックレンブルク家）およびリートベルク伯領と境を接していた。残りの部分はプロイセン領に囲まれており、北がミンデン侯領、その他はアムト・レッケンベルクであった。
1801年時点では本領邦周辺は、北にミンデン侯領、東にリッペ伯領、南にパーダーボルン司教領、リートベルク伯領、オスナブリュック司教領の飛び地アムト・レッケンベルク、レーダ家、南西にミュンスター司教領、西にオスナブリュック司教領と様々な領邦が取り巻いていた。この他にヘルフォルト市内にはヘルフォルト修道院の小領域が存在していたが、これは厳密な意味での領邦にはあたらない。

### 領邦の現在の行政区画
ラーヴェンスベルク伯領は現在のノルトライン＝ヴェストファーレン州デトモルト行政管区（オストヴェストファーレン＝リッペ）に位置していた。領邦後期（1652年 - 1807年）の領域は、ギュータースロー郡、ヘルフォルト郡、ミンデン＝リュベッケ郡、ビーレフェルト市にまたがっている。本領邦の領域に属す現在の市町村は以下の通りである:
- ギュータースロー郡の13市町村のうち5市町村の全域と1市の小部分: 
  - 全域: ボルクホルツハウゼン、ハレ (ヴェストファーレン)、シュタインハーゲン、フェルスモルト、ヴェールター (ヴェストファーレン)
  - 小部分: ギュータースロー市のイッセルホルト市区
- ヘルフォルト郡の9市町村のうち4市町村全域と3市の大部分と1町村の一部
  - 全域: エンガー、ヒデンハウゼン、レーディングハウゼン、シュペンゲ
  - 大部分: ヘルフォルト（ファルケンディーク市区を除く）、ビュンデ（デュンネ市区とシュプラドウ市区を除く）、フロートー（ウッフェルン市区を除く）
  - 小部分: キルヒレンゲルンのヴェレ川（ドイツ語版、英語版）南岸
- ミンデン＝リュベッケ郡の11市町村のうち1市の大部分と1市の約半分
  - 大部分: プロイシシュ・オルデンドルフ（ヘーデム市区とラスホルスト市区を除く）
  - 約半分: バート・エーンハウゼンのヴェレ川南岸
- ビーレフェルト市全域

## 歴史

### 重要性
ラーヴェンスベルク伯領は、面積の上では小さな領邦であるが、重要性は決して小さくない。肥沃な土壌に基づく比較的密な入植がなされ、ドイツ西部と北中部との間の交通の便が良い場所にあった。本領邦は、周辺のヴェストファーレン地方の司教、すなわちミンデン司教、パーダーボルン司教、ミュンスター司教、オスナブリュック司教の分岐点に位置していた（すなわち、それらのいずれにとっても辺縁部であることを意味している）。
ラーヴェンスベルク伯領は、こうした不利な状況からスタートし、何度も挫折しながらもその領域をゆっくりと、だが着実に拡大していった。14世紀になって、より大きな領邦と同君連合を形成し、領主が政治的注目を別のステージに向けたことで、領土拡張は終結した。
戦略上、また財源としても、ラーヴェンスベルクは引き続き重要であった。特にホーエンツォレルン時代、本伯領は西に位置するクレーヴェ公領やマルク伯領との重要な仲介者であった。ブランデンブルク＝プロイセンも、17世紀から18世紀にビーレフェルトとその周辺で隆盛したリンネル産業と交易によって、経済上大きな利益を得た。

### 主なできごと

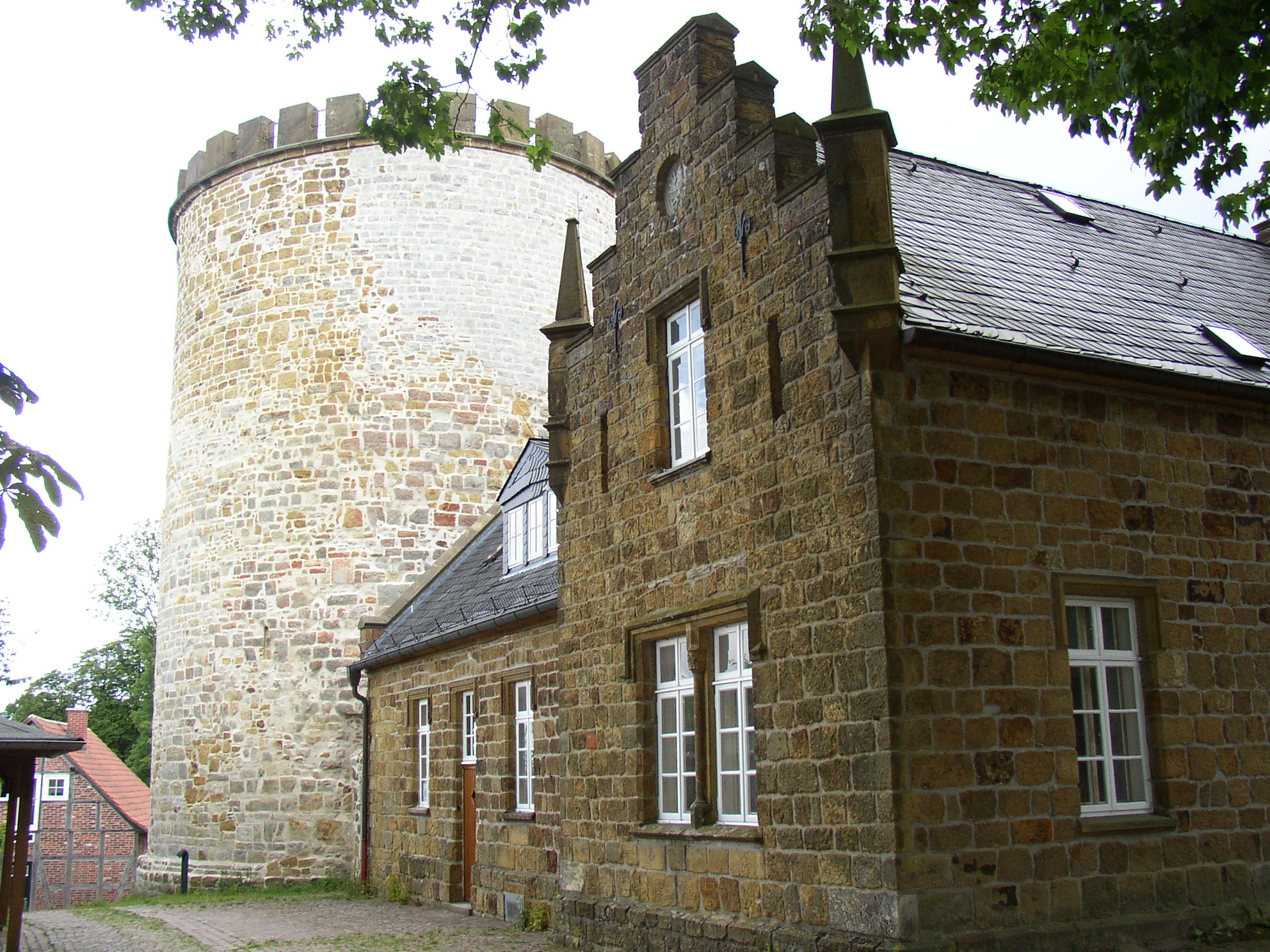
ラーヴェンスベルク城の防衛塔

ラーヴェンスベルク伯領の基盤は、フェヒタおよびベルゼンブリュック近郊の裕福な貴族カルヴェラーゲ伯が1100年頃にハレ北西のトイトブルクの森を獲得し、ラーヴェンスベルク城を建設したことによって築かれた。オットー1世は1140年に本拠地をこの城に移し、以後「ラーヴェンスベルク伯」の称号を名乗り、その後継者はこれを引き継いだ。
12世紀の間に旧領地も新領地（ビーレフェルト、ヘルフォルト、ハレ周辺）も拡大し、さらにエムスラントをも獲得した。これにより、カルヴェラーゲ＝ラーヴェンスベルク伯はヴェストファーレンで最も重要な貴族家の一つとなり、ミュンスター司教、オスナブリュック司教、そしてとりわけテックレンブルク伯と北方の覇権を争った。
1226年、この領邦は分割された。ルートヴィヒ伯がトイトブルクの森周辺を治め、兄のオットー2世がフロートーと北部領地を獲得した。オットーは1244年に男性後継者を遺さずに亡くなり、娘のユッタはフェヒタ周辺の領地を売却し、エムスラントの領地は1252年にミュンスター司教のものとなり、ミュンスター司教の下部教区が創設された。また、フロートーはテックレンブルク伯の所有となった。これによりオストヴェストファーレン地方に限局されたラーヴェンスベルクの勢力は下降した。

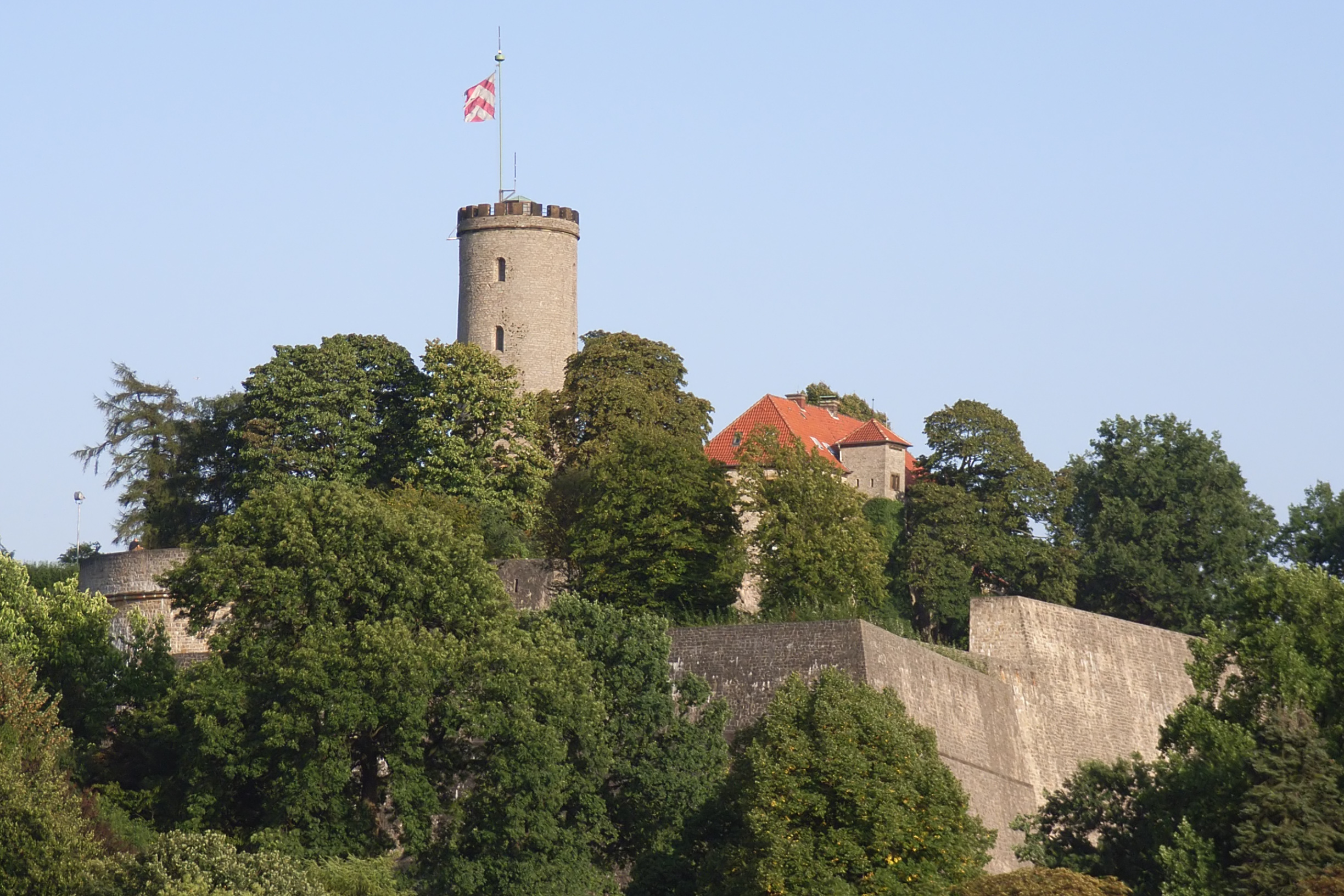
シュパレンブルク城

1214年に初めて史料に記録されているビーレフェルトは、本伯領の主邑に成長した。ルートヴィヒ伯は、1250年頃までにはシュパレンブルク城を建設し、その後数百年間領主の優先すべき在所となった。本伯領はこの時代にもゆっくりと再び拡張を遂げていった。フロートーは1270年頃にラーヴェンスベルク伯領に復し、リムベルク城周辺の北方領地は1300年頃、ビュンデも1334年に手中に収めた。
こうした拡張は1346年に終結した。ベルンハルト伯の死亡によりカルヴェラーゲ＝ラーヴェンスベルク家の男性家系が断絶したのである。相続人はベルンハルトの姪マルガレーテで、彼女はユーリヒ家の者と結婚していた。こうしてゲルハルト1世が新たなラーヴェンスベルク伯となり、1348年にはベルク伯をも兼ねた。ラーヴェンスベルク伯はその後長きにわたってベルク伯（後にベルク公）およびユーリヒ家と緊密な関係にあった。
1380年にベルク公に昇格したヴィルヘルム1世は、1389年にラーヴェンスベルク伯領を2人の息子に譲った。アドルフはこれを個人的な権力拡大の基盤として用いただけであったが、ヴィルヘルム2世は実際に伯領を統治し、1409年にエンガーを獲得した。シュパレンブルクに宮廷を構えた伯は彼が最後で、その墓所はビーレフェルトのノイシュテッター・マリエン教会に設けられた。彼の息子ゲルハルト2世伯は、1437年にユリーリヒ公領およびベルク公領を相続し、ラーヴェンスベルクはより大きな領邦連合内の属国に過ぎなくなった。

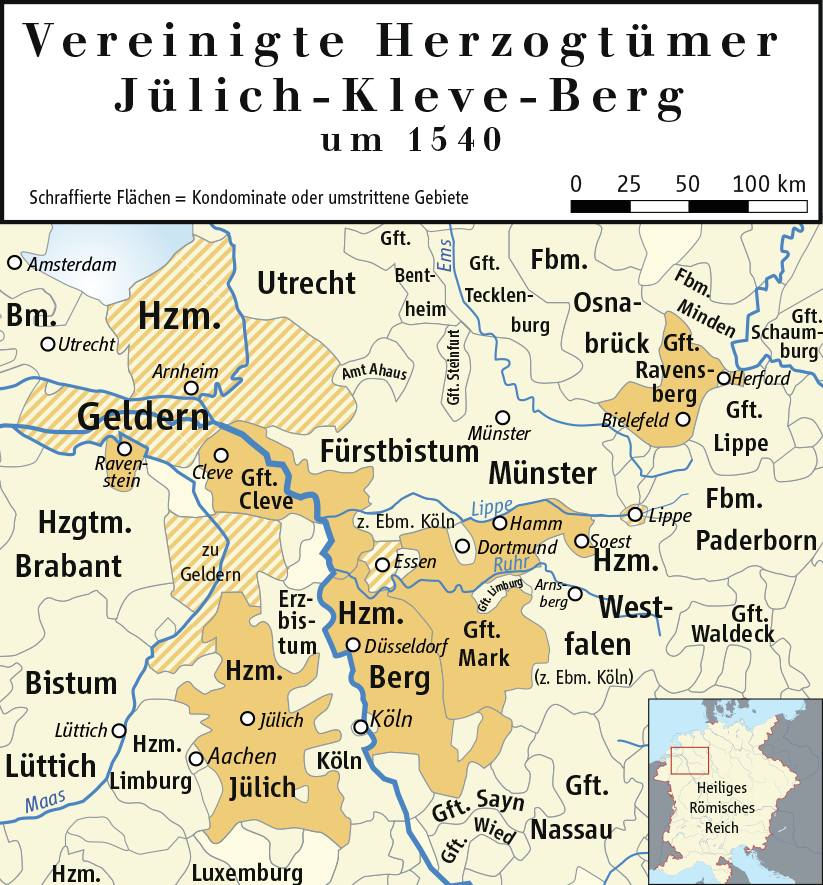
1540年頃のユーリヒ＝クレーヴェ＝ベルク公領の地図

1511年および1521年にユーリヒ＝ベルク＝ラーヴェンスベルクは遺産相続によりクレーヴェ＝マルクと連合し、ユーリヒ＝クレーヴェ＝ベルク公領が成立した。この公領では宗教改革の思想が受け容れられた。ラーヴェンスベルクでも1525年頃から流布し、住民たちに徐々に浸透し、1600年までには完全にルター派に改宗した。1609年に公爵家が断絶するとユーリヒ＝クレーヴェ継承戦争が起こった。1614年の相続和議（クサンテン条約）によってラーヴェンスベルクはクレーヴェやマルクトともにブランデンブルク（＝プロイセン）に属すこととなった。
三十年戦争の間、参戦したほぼすべての領邦の軍勢が戦略的に重要なこの地を通り、この地域の城砦は何度も包囲された。1648年の平和条約はブランデンブルクに有利な形で領土の拡大をもたらし、ラーヴェンスベルク伯領は隣のミンデン侯領と統合されることとなった。1652年にラーヴェンスベルクは議論の余地がある主張に基づいて帝国都市ヘルフォルトを強引に編入した。ミンデンとラーヴェンスベルクは1719年以降、ミンデンを主邑とする行政統合体ミンデン＝ラーヴェンスベルクを形成することとなった。
ナポレオン1世によるドイツの新しい枠組みの中でラーヴェンスベルク伯領は1807年にヴェストファーレン王国（ヴェーザー県ビーレフェルト小郡）に編入され、1811年にその北部と西部が隣接するフランス（大部分がオベーラー・エムス県ミンデン郡）領となり、残りの大部分はヴェストファーレン王国のフルダ県でビーレフェルト・パーダーボルン郡を形成した。プロイセンは1813年に民族解放のための戦争でこの地域を奪回し、象徴的に伯領を復元したが、ヴェーザー川とライン川の間の市民行政の枠組みの中では行政技術上何の影響力も持たなかった。
ラーヴェンスベルク伯領は1816年に最終的に解体され、その領域は新たに創設されたビーレフェルト郡、ハレ (ヴェストファーレン) 郡、ヘルフォルト郡、ビュンデ郡（ミンデンの一部を含む）、およびラーデン郡の一部に分割された。これらの郡はヴェストファーレン州ミンデン県に属した。1969年/73年以降、ラーヴェンスベルク地域は上述の通り（「領邦の現在の行政区画」の項参照）に分割されている。
カトリックのラーヴェンスベルク学生組合は、1919年にこの領邦にちなんで名付けられた。

## 組織

### 神聖ローマ帝国における位置
ラーヴェンスベルク伯は遅くとも1437年には帝国直下の領邦の地位を失い、帝国会議に参加できなくなっていた。この年以降ユーリヒ公およびベルク公と同君連合を形成し、その属国となっていたためである。
この連合は17世紀に失われた。1705年にプロイセンが、ラーヴェンスベルク伯のためにヴェストファーレンの伯爵席を与えるよう提案している。しかしこの件に関する帝国最高法院の判断は帝国の終焉まで決定されないままであった。
1500年の帝国領土の帝国クライスへの分配以降、ラーヴェンスベルク伯領はニーダーライン＝ヴェストファーレン帝国クライスに属した。

ラーヴェンスベルク伯の紋章

### 紋章
ラーヴェンスベルクの紋章は銀地（白地）に3本の赤い逆V字図形である。この紋章は、本伯領の領主家の紋章の一部として常に用いられ、プロイセンの紋章にも含まれている。現在、この地域の多くの郡や街の紋章の一部にこの意匠が用いられている。たとえば、ビーレフェルト、シュペンゲ、ボルクホルツハウゼン、ハレ、シュタインハーゲン、フロートー、ヴェールター、ギュータースロー郡、ミンデン＝リュベッケ郡などである。

### 城砦
ラーヴェンスベルクには、領主が所有する城砦が5つあった。
- シュパレンブルク（シュパレンベルク城）。ビーレフェルト。長らく伯の居城であった。現在は修復されている。
- ラーヴェンスベルク城。ボルクホルツハウゼン近郊。本伯領の発祥の地である。一部が保存されている。
- リムベルク城。プロイシシュ・オルデンドルフ近郊。一部が修復されている。
- フロートー城。フロートー。城跡が遺る。1936/39年に基礎の遺構が模造された。
- ブシュテット城。ヒデンハウゼン近郊。修復されている。

これらの城砦は、軍事防衛施設であるとともに、（ブシュテット城を除き）伯の行政機関でもあり、4つの行政区画（アムト）はそれぞれの城砦に基づき命名された。遅くとも17世紀末頃には軍事的な要件に対応できておらず、時代遅れとなっていた。それぞれの行政機関として用いられた城砦は城伯が管理したが、城伯はアムトの代表者としてのドロスト（郡代）に過ぎなかった。
- リムベルク城
- フロートー城
- 城館に改築された現在のブシュテット城

### 組織
本伯領は、各拠点の城砦に基づいて名付けられた4つのアムト（例外はシュパレンブルクがアムト・シュパレンベルクを治めた）とヘルフォルト市およびビーレフェルト市で構成されていた。1802年まではヘルフォルト修道院の小さな所領（厳密な意味での領地にはあたらない）が領邦内に存在したが、それ以後はヘルフォルト市に編入された。郡代（アムトマンとも呼ばれる）は、後には城砦に住まなくなった。アムト・シュパレンベルクの郡代はラントドロストとよばれ、郡代筆頭であった。アムトはさらにフォクト（代官）を代表者とする代官区から構成されていた。代官区はキルヒシュピール（教会区）と農村からなっていた。本伯領は1652年以降（自由帝国都市ヘルフォルトの編入後）、公式には以下の構成で組織されていた。
- ビーレフェルト市

ヘルフォルト修道院領併合直前、1801年頃のラーヴェンスベルク伯領の構成図

- ヘルフォルト市（1802年まではヘルフォルト修道院領を除く）
- アムト・ラーヴェンスベルク
  - ハレ代官区
  - フェルスモルト代官区
  - ボルクホルツハウゼン代官区
- アムト・シュパレンベルク
  - ヴェールター代官区
    - ヴェールター教会区
    - ドルンベルク教会区（17世紀末頃から）

  - ヘーペン代官区
    - ヘーペン教会区
    - エルリングハウゼン教会区の一部

  - シルデシェ代官区
    - シルデシェ教会区
    - イェレンベック教会区

  - ブロックハーゲン代官区（17世紀末頃まで）
    - ブロックハーゲン教会区（後にブラックヴェーデ代官区）

  - ブラックヴェーデ代官区
    - ブラックヴェーデ教会区
    - イッセルホルスト教会区
    - ドルンベルク教会区（17世紀末頃まで）
    - シュタインハーゲン教会区
    - ブロックハーゲン教会区（17世紀末頃から）

  - エンガー代官区
    - エンガー教会区
    - シュペンゲ教会区
    - ヒデンハウゼン教会区
    - ヴェレンブリュック教会区
- アムト・リムベルク
  - ビュンデ代官区
  - オルデンドルフ代官区
- アムト・フロートー
  - フロートー代官区
  - ヴェーレンドルフ代官区

この構成は時代が違ってもほとんど変更されなかった。17世紀後半までブロクハーゲン教会区は固有の代官区であったが、代官区が廃止されブラックヴェーデ代官区に属した。
アムト・ラーヴェンスベルク、アムト・リムベルク、アムト・フロートーの代官区は遅くとも1722/23年までに、すなわちミンデン＝ラーヴェンスベルク行政統合体が形成された後プロイセン王によって多くの職務（アムトや名所職）が廃止される以前にはすでに、その重要性は事実上失われており、形式上存在しているに過ぎなかった。アムト・シュパレンベルクでは別の展開があった。ここは他のアムトに比べ大きかったため、代官区がその重要性を増して行き、このため住民たちはこれらの代官区を「アムト」と呼ぶようになった。こうして本来のアムトであるアムト・ラーヴェンスベルク、アムト・リムベルク、アムト・フロートーとクアジ＝アムト（アムト類似組織）であるヴェールター、ヘーペン、シルデシェ、ブロックハーゲン、ブラックヴェーデ、エンガーのアムトマンは任期の6年間にわたり邦有地、水車、十分の一税などの収入を手に入れた。この他に初級裁判所における裁判権やアムトにおける警察権をも掌握した。
1723年以降、新たに創設された2つのベツィルク（管区）が重要な機能を拡大させた。これは、1733年に創設された2つのラントラートに対応している。ラーヴェンスベルクにプロイセンの他の地域と同様にクライス（郡）を設けることは断念された。ラーヴェンスベルクではアムト・リムベルクとアムト・フロートーから1つのベツィルクが、アムト・シュパレンベルクとアムト・ラーヴェンスベルクからもう1つのベツィルクが形成された。

## ラーヴェンスベルク伯

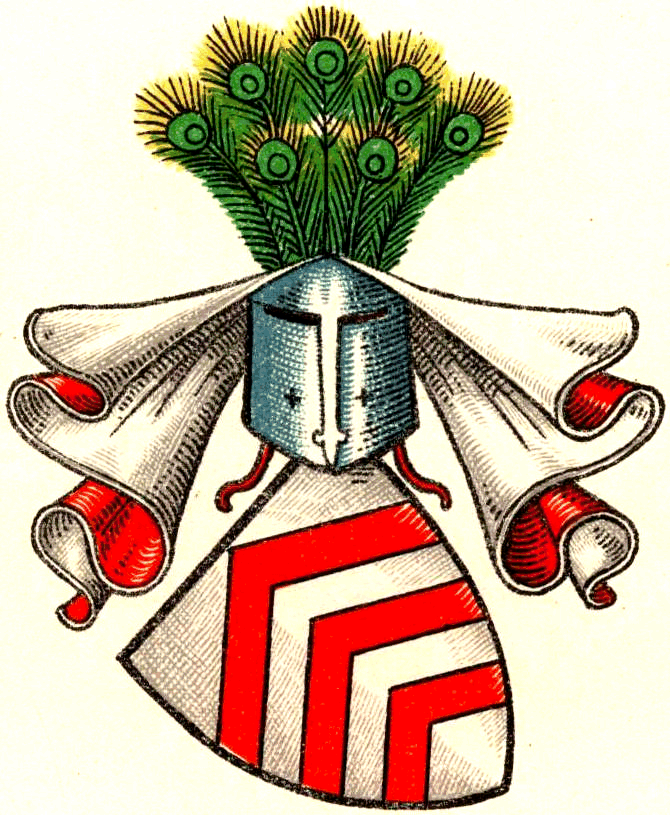
ヴェストファーレン貴族の紋章図鑑に描かれたラーヴェンスベルク伯の紋章

### カルヴェラーゲ＝ラーヴェンスベルク家
カルヴェラーゲ伯から発し、1252年まで当伯領を領した。
- 1144年まで　ヘルマン1世
- 1140年頃 - 1170年頃　オットー1世
- 1160年頃 - 1180年頃　ハインリヒ
- 1175年頃 - 1220年頃　ヘルマン2世
- 1220年頃 - 1244年　オットー2世、1226年からはフロートーおよびフェヒタのみを統治

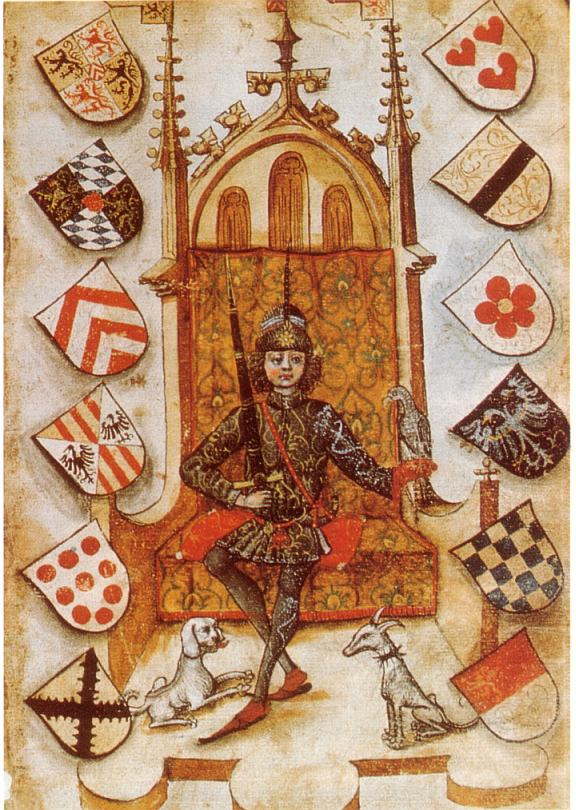
ラーヴェンスベルク伯ゲルハルト2世

- 1220年頃 - 1249年　ルートヴィヒ、1226年からはラーヴェンスベルクのみを統治
- 1249年 - 1306年　オットー3世
- 1306年 - 1328年　オットー4世
- 1328年 - 1346年　ベルンハルト

### ユーリヒ（＝クレーヴェ）家
1348年から1395年まではベルク伯（1380年からはベルク公）との同君連合、1437年からはユーリヒ＝ベルク公との同君連合
- 1346年 - 1360年　ゲルハルト1世
- 1360年 - 1408年　ヴィルヘルム1世、1395年から徐々に2人の息子に権限移譲。
- 1395年 - 1402年　アドルフ
- 1402年 - 1428年　ヴィルヘルム2世（ドイツ語版、英語版）
- 1428年 - 1475年　ゲルハルト2世
- 1475年 - 1511年　ヴィルヘルム3世

### （クレーヴェ＝）マルク家
1521年からユーリヒ＝クレーヴェ＝ベルク連合公領の領主、1609年 - 1614年はユーリヒ＝クレーヴェ継承戦争
- 1511年 - 1539年　ヨハン
- 1539年 - 1592年　ヴィルヘルム4世
- 1592年 - 1609年　ヨハン・ヴィルヘルム

### ホーエンツォレルン家
ブランデンブルク選帝侯、プロイセン王
- 1614年 - 1619年　ヨハン・ジギスムント
- 1619年 - 1640年　ゲオルク・ヴィルヘルム
- 1640年 - 1688年　フリードリヒ・ヴィルヘルム
- 1688年 - 1713年　フリードリヒ3世（1701年からプロイセン王フリードリヒ1世）
- 1713年 - 1740年　フリードリヒ・ヴィルヘルム1世
- 1740年 - 1786年　フリードリヒ2世
- 1786年 - 1797年　フリードリヒ・ヴィルヘルム2世
- 1797年 - 1807年　フリードリヒ・ヴィルヘルム3世

ラーヴェンスベルク伯領廃止後もプロイセン王は「ラーヴェンスベルク伯」の称号を最後のドイツ皇帝ヴィルヘルム2世が亡くなる1918年まで保持し続けた。